# Dypsis viridis
Dypsis viridis là loài thực vật có hoa thuộc họ Arecaceae. Loài này được Jum. mô tả khoa học đầu tiên năm 1918.